# Natri telurit
Natri telurit là hợp chất vô cơ của teluride với công thức Na2TeO3. Nó là chất rắn màu trắng tan được trong nước và là một chất khử yếu. Natri telurit là chất trung gian trong quá trình tách lọc nguyên tố teluride; nó là một chất thu được từ quặng và là nguồn teluride.

## Điều chế
Nguồn cung cấp teluride chủ yếu là từ quặng anot đồng, chứa nhiều kim loại quý cũng như teluride. Sau đó nướng quặng này với natri cacbonat và oxi thu được natri telurit.
Ag2Te + Na2CO3 + O2 → 2 Ag + Na2TeO3 + CO2 (400–500 °C)
Đây là một phản ứng với bạc telurua. Gốc telurua bị oxy hóa thành gốc telurit và bạc(I) bị khử thành bạc kim loại.

## Tinh chế
Điện phân dung dịch natri telurit thu được teluride nguyên chất:
Anot: 4OH– → 2H2O + O2 + 4e–
Catot: TeO32– + 3H2O + 4e– → Te + 6OH–

## Cấu trúc và tính chất
Teluride có tính chất tương tự lưu huỳnh và selen. Anion telurit có dạng tháp đáy tam giác (tương tự amonia) với tính đối xứng C3v. Độ dài liên kết Te-O là 1.86 Å và góc liên kết O-Te-O là 99.5°. Anion telurit là một base yếu. Natri telurit tương tự natri selenide và natri sunfit. Natri telurit vừa là một chất oxy hóa yếu vừa là một chất khử yếu.

## Các phản ứng liên quan đến telurit
H2TeO3 → H+ + HTeO3– pK = 2.48
Axit teluric phân ly cho ra một proton.
HTeO3– → H+ + TeO32– pK = 7.7
Ion hiđrotelurit phân ly tiếp một proton nữa tạo thành ion telurit. Điều này sẽ xảy ra khi cho axit telurơ phản ứng với natri hydroxide sinh ra natri telurit.
TeO2 + 2 OH– → TeO32– + H2O
Đây là phản ứng của teluride dioxide với base tạo ra muối telurit.

## Ứng dụng
Natri telurit cải thiện khả năng chống ăn mòn của các tấm điện cực niken. Dung dịch natri telurit được dùng để mạ đen hay xanh đen trên nền sắt, thép, nhôm và đồng. Trong ngành vi sinh vật học, natri telurit có thể được cho vào trong quá trình sinh trưởng trung gian để cách ly vi khuẩn với những khả năng kháng độc sinh lý vốn có của nó.